# ددگوم
ددگوم (به هلندی: Dedgum) یک منطقهٔ مسکونی در هلند است که در سودوست-فریسلان واقع شده‌است. ددگوم ۹۵ نفر جمعیت دارد.